# Parafia Najświętszej Maryi Panny Wspomożenia Wiernych w Katowicach
Parafia Najświętszej Maryi Panny Wspomożenia Wiernych w Katowicach-Wełnowcu – rzymskokatolicka parafia z siedzibą w Katowicach, na terenie dzielnicy Wełnowiec-Józefowiec. Jest ona częścią dekanatu Katowice-Załęże w archidiecezji katowickiej. Siedziba parafii znajduje się przy alei W. Korfantego 121/1. Obejmuje ona swoim zasięgiem Wiernych z Wełnowca i części Koszutki oraz część osiedla J. Tuwima w Siemianowicach Śląskich. W 2015 roku parafia liczyła około 3,9 tysiąca wiernych.
W kościele parafialnym w niedziele i święta odprawianych jest pięć mszy świętych, natomiast w tygodniu dwie. Ponadto odprawiane są różnego typu nabożeństwa, a przy parafii działają wspólnoty parafialne: ministranci, Duszpasterska Rada Parafialna, zespół charytatywny, Legion Maryi, Żywy Różaniec oraz Świecki Zakon Karmelitów Bosych Prowincji Krakowskiej. Odpust parafialny odbywa się w przedostatniej niedzieli maja. Parafia zarządza cmentarzem położonym przy parku Wełnowieckim, na którym pochowano około 1000 zmarłych.

## Historia
W początkach XX wieku mieszkańcy Wełnowca przynależeli należał do parafii św. Michała Archanioła w Michałkowicach. Jako że odległość pomiędzy osadą a kościołem parafialnym była stosunkowo duża, zwrócono się z wnioskiem o wybudowanie własnego kościoła i powołanie własnej parafii do proboszcza michałkowickiej parafii ks. Gerlicha i właścicieli huty „Hohenlohe”. Zarząd spółki Hohenlohe-Werke przekazał do dyspozycji budynek, będący pierwotnie odlewnią żelaza. Sam zaś obiekt powstał na początku XIX wieku. Przebudowę budynku zainaugurowano w 1919 roku, a 18 kwietnia 1920 roku proboszcz michałkowickiej parafii – ks. Maksymilian Gerlich poświęcił tymczasowy kościół.
Kurację ustanowiono 1 października 1920 roku – kuratusem został ks. Jerzy Schultz. Parafię erygowano 5 sierpnia 1921 roku, natomiast w 1930 roku rozpoczęto przebudowę kościoła parafialnego. Został on konsekrowany 4 października 1970 roku przez ks. bpa Czesława Domina. Do kościoła trafił, pochodzący ze starego kościoła michałkowickiego, obraz Matki Bożej z Dzieciątkiem. Parafia od Zakładów Hohenlohego wynajęła teren przy obecnym parku Wełnowieckim na którym założono cmentarz parafialny.

## Kościół parafialny
W lipcu 1930 roku rozpoczęto przebudowę tymczasowego kościoła według projektu prof. Buchkremera z Akwizgranu. Przeprowadziła ją firma budowlana pod kierunkiem Józefa Nowaka z Katowic. Dnia 21 grudnia 1930 roku kościół został poświęcony przez wikariusza generalnego diecezji katowickiej ks. Infułata Wilhelma Kasperlika. Najcenniejszym fragmentem prostego wystroju wnętrza jest Obraz Matki Boskiej z Dzieciątkiem, pochodzący z Michałkowic, gdzie zdobił niegdyś stary kościół, powstały przypuszczalnie w XVII wieku, poddany gruntownej konserwacji w 1963 roku. Dnia 4 października 1970 roku kościół został konsekrowany przez bpa Czesława Domina.

## Duszpasterze
- ks. Jerzy Schulz (administrator 1920–1925)[9],
- ks. Paweł Dziwis (1925–1928)[9],
- ks. Józef Karowski (administrator 1928–1929)[9]; rekolekcjonista diecezjalny,
- ks. Jan Bujara (administrator 1929–1931)[9]; literat i publicysta,
- ks. Juliusz Bieniek (tymczasowy administrator 1931)[9]; od 1937 roku biskup pomocniczy katowicki,
- ks. Robert Gajda (1931–1945)[9]; muzyk i kompozytor, nagrodzony papieskim orderem Pro Ecclesia et Pontifice,
- ks. Józef Schubert (administrator 1945–1947)[9],
- ks. Józef Smandzich (administrator 1947–1950)[9],
- ks. Klemens Kosyrczyk (administrator 1950–1952)[9]; był redaktorem Gościa Niedzielnego przed otrzymaniem administratury w Wełnowcu,
- ks. Franciszek Mokros (administrator 1952 rok)[9],
- ks. Józef Stec (administrator 1952–1954)[9],
- ks. dr Jan Urbaczka (administrator 1954–1958; proboszcz 1958–1975)[9],
- ks. Eligiusz Woszek (1975–1980)[9],
- ks. Jan Andres (1980–1984)[9],
- ks. Jan Nocoń (1984–2013)[9],
- ks. Marek Piecha (2013–2014)[9],
- ks. Dariusz Niesiobęcki (od 2014 roku)[9].

## Zasięg parafii
Przy erygacji, która odbyła się w 1921 roku, parafia Najświętszej Maryi Panny Wspomożenia Wiernych obejmowała południową część parafii św. Michała Archanioła w Michałkowicach, które graniczyły z parafią w Bogucicach i Dębie Zasięg parafii został powiększony 1 lutego 1929 roku o obecną wschodnią część ulicy Słonecznej. Obecnie do parafii przynależą następujące ulice: pl. Alfreda, Cedrowa, Cisowa, J. Dekerta, Gnieźnieńska, Jesionowa, M. Karłowicza, Konduktorska, al. W. Korfantego 111–189 i 114–184, O. Kozioła, Modelarska, C.K. Norwida, Nowy Świat, Osikowa, Owocowa, Rysia, Słoneczna 2–12 i 3–9 oraz Strażacka. Ponadto obejmuje ona wiernych z Siemianowic Śląskich, zamieszkujących następujące ulice: Kasztanowa, Leśna 2–6 i 3–7, Wierzbowa oraz Zielona 1–4.